# اوسیلنه
اوسیلنه (به لاتین: Úsilné) یک منطقهٔ مسکونی در جمهوری چک است که در شهرستان چسکه بودیوویتسه واقع شده‌است. اوسیلنه ۳٫۰۳ کیلومتر مربع مساحت و ۴۰۷ نفر جمعیت دارد و ۳۹۹ متر بالاتر از سطح دریا واقع شده‌است.